# Lolworth

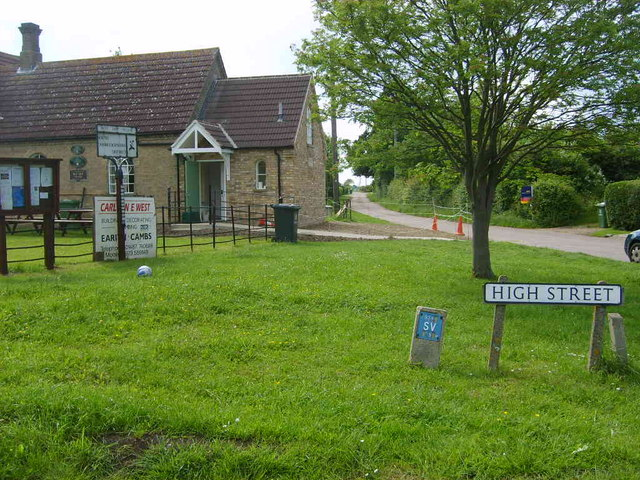
Dorfgemeinschaftshaus von Lolworth

Lolworth ist ein kleines Dorf und ein Gemeindebezirk im Distrikt South Cambridgeshire, Cambridgeshire, England, etwa 8 km (5 mi) nordwestlich vom Zentrum Cambridges. Es liegt an der A14 am Weg nach Huntingdon. Die Straße ist der einzige Verkehrsweg.
Der Nullmeridian verläuft nur 50 m westlich der zentralen Kreuzung durch das Dorf.

## Geschichte
Lolworth ist ein kleines Dorf und eine Pfarrei mit gerade einmal 449 ha Fläche. Es entstand an der Via Devana, der Römerstraße zwischen Cambridge und Huntingdon. Die Straße war von 1772 bis 1876 mautpflichtig (turnpike trusts).
Im frühen Mittelalter war das Dorf im Verhältnis zu seiner Größe dicht bevölkert. 1377 waren 154 für die Steuerzählung registriert, aber bald darauf gingen die Einwohnerzahlen stark zurück, möglicherweise aufgrund eines grässlichen Feuers, das im September 1393 durch ein Gewitter ausgelöst wurde. 1524 gab es nur noch 17 Steuerzahler und die 17 Familien mit 90 Personen, die 1728 erfasst wurden, bewohnten nur 6 Gebäude. Die Bevölkerung wuchs wieder auf 170 Personen in 1871 an und blieb seither recht stabil mit ca. 130 Personen seit 1961.
Der berühmte Missionar des 19. Jahrhunderts, Henry Martyn, hatte seine erste Pfarrstelle in Lolworth von 1803 bis 1805, als er als „Curate“ unter Charles Simeon an der Holy Trinity Church, Cambridge, diente, bevor er nach Indien aufbrach.
Lollesworthe (1034) und Lolesuuorde im Domesday Book, sind andere Schreibweisen für das Dorf. Der Name bedeutet „Bezirk (Pferch) des Loll (Männername)“.

## Kirche

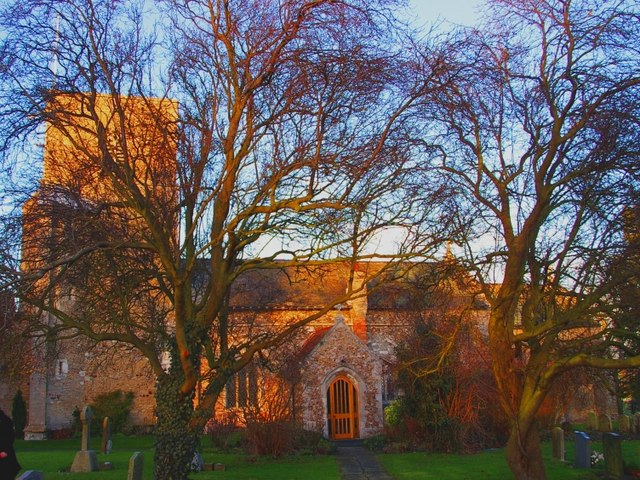
All Saints’ Church

Seit dem 13. Jahrhundert gab es eine Kirche im Dorf. Die heutige Kapelle stammt jedoch von ca. 1406, als die Kirche erneuert wurde. Der Turm kam noch später hinzu. Daher nimmt man an, dass das große Feuer von 1393 die alte Kirche zerstört hatte. Geweiht den Allerheiligen besitzt das Gebäude eine Kanzel, ein einziges Schiff mit einem südlich vorgelagerten Vorbau und einem dreigeschossigen Westturm.

## Dorfgemeinschaft
Das Dorf ist zu klein für andere Einrichtungen als die Kirche. 1960 erwarb der Einwohner T. B. Robinson sogar das ehemalige Schulhaus von der Kreisverwaltung und dedizierte es als Dorfgemeinschaftshaus. Dieses wurde nach ihm benannt. Das einzige Gasthaus, das Lolworth zwischen 1760 und 1798 besaß war das „The Three Horseshoes“.
Lolworth grenzt an Bar Hill im Süden, wohin man durch einen Feldweg gelangt. Im Norden liegt Swavesey, wo die meisten Kinder zur Schule gehen. Boxworth liegt westlich und Childerley südlich.